# Vima Mică
Vima Mică – wieś w Rumunii, w okręgu Marmarosz, w gminie Vima Mică. W 2011 roku liczyła 355 mieszkańców.